# 西圣丽塔
西圣丽塔是巴西圣保罗州的一个市镇。总面积210.265平方公里，总人口2110人，人口密度10人/平方公里。